# Куййие
Ку́ййие (ест. Kuijõe küla) — село в Естонії, у волості Ляене-Ніґула повіту Ляенемаа.

## Населення
Чисельність населення на 31 грудня 2011 року становила 31 особу.

## Географія
Через населений пункт проходить автошлях 16151 (Рісті — Куййие).

## Історія
До 27 жовтня 2013 року село входило до складу волості Рісті.